# Sofija Stadnykowa

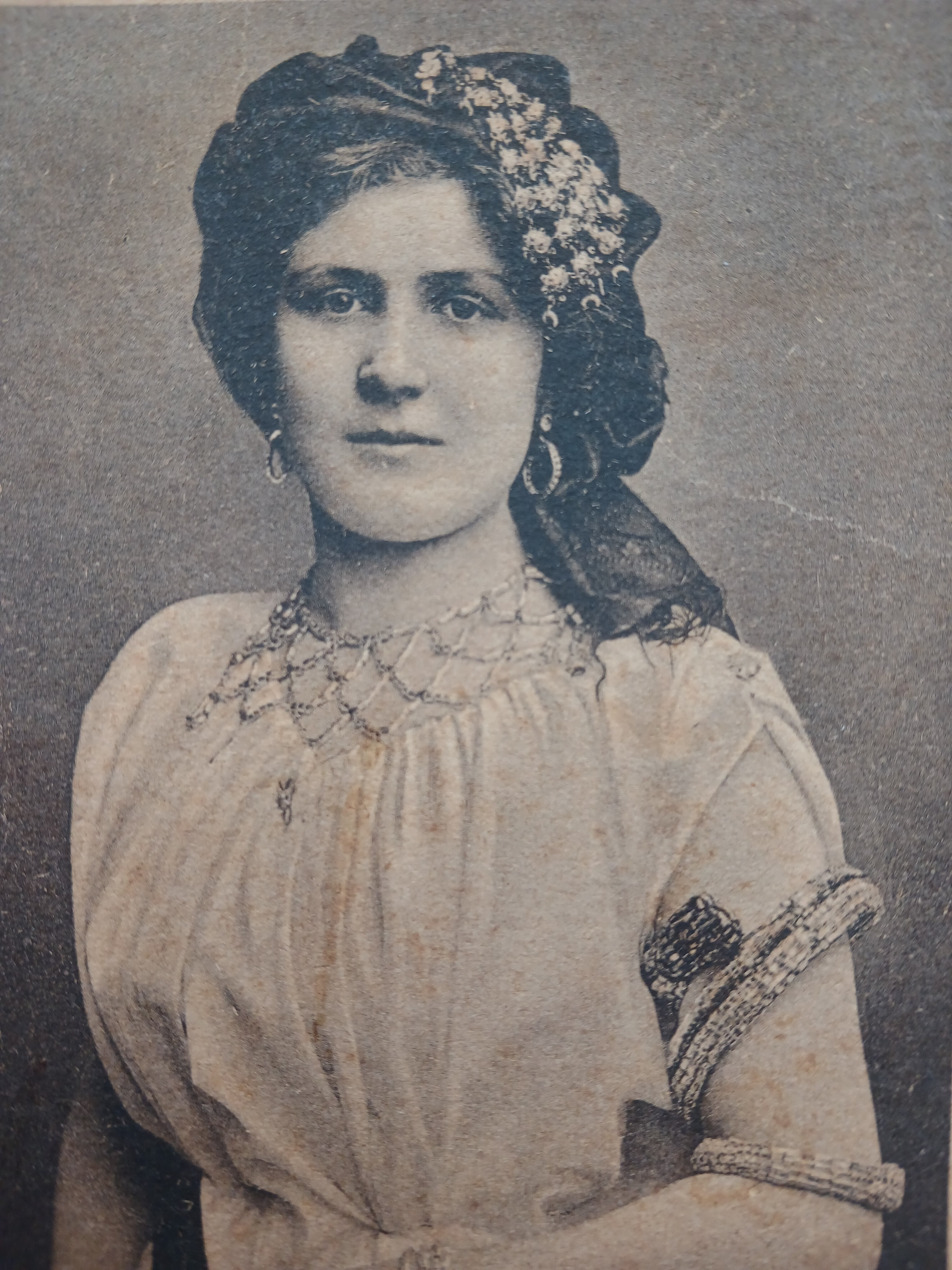
Sofija Stadnykowa (1923)

Sofija Andrijiwna Stadnykowa (ukrainisch Софія Андріївна Стадникова, * 13. September 1888 in Ternopil, Galizien; † 21. September 1959 in Lwiw, USSR) war eine sowjetisch-ukrainische Schauspielerin und Opernsängerin (Sopran).

## Biografie
Sie studierte in Jaworiw, erhielt ihre Gesangsausbildung in Lwiw und anschließend in Kiew, wo sie sich als Sängerin und Theaterschauspielerin versuchte. In den Jahren 1901 bis 1913 lebte sie in Lwiw und arbeitete im Theater der Ruthenischen Konversationsgesellschaft. Seit 1912 trat sie in Konzerten auf.
Sie zog nach Kiew um und trat von 1915 bis 1918 im Mykola-Sadowskyj-Theater und anschließend in verschiedenen Ensembles unter der Leitung von Jossyp Stadnyk, der später ihr Ehemann wurde, auf. 1928 trat sie im Nationalen Iwan-Franko-Schauspielhaus auf. Nach einiger Zeit kehrte Stadnykowa nach Lwiw zurück, wo sie von 1939 bis 1941 am Akademischen Schauspieltheater, von 1941 bis 1944 an der Nationaloper Lwiw und bis 1946 an mehreren Theatern in Drohobytsch und Lwiw arbeitete. Ihr Grab ist auf dem Lytschakiwski-Friedhof.
Zu ihrem Gesangsrepertoire gehörten Arien von Komponisten wie Mykola Lyssenko, Kyrylo Stezenko, Isydor Worobkewytsch, Wassyl Barwinskyj und Stanislaw Ljudkewytsch. Zu ihren Schauspielrollen gehörten unter anderen Natascha in Nachtasyl, Mawka in Das Waldlied, Marguerite in Faust, Odarka in Der Saporoger an der Donau und Lisa in Der lebende Leichnam von Lew Tolstoi.